# Museo de Arte (Nuevo México)
El Museo de arte de Nuevo México (en inglés: New Mexico Museum of Art ) es el museo de arte más antiguo en el estado de Nuevo México en Estados Unidos, es uno de los cuatro museos estatales en Santa Fe. Es además uno de los ocho museos del estado gestionados por el departamento de Asuntos Culturales de Nuevo México.
Diseñado por Isaac Rapp y construido en 1917, es un ejemplo de arquitectura neopueblo, y uno de los más conocidos de Santa Fe por la síntesis de los estilos de diseño nativos estadounidenses y españoles coloniales.

## Auditorio St Francis
El Auditorio de St Francis (San Francisco), está ubicado en el Museo de Arte de Nuevo México, es la sede de varias organizaciones culturales y musicales, entre ellos el Festival musical de Santa Fe y la orquesta comunitaria de Santa Fe. El auditorio tiene capacidad para entre 430 y 450 personas.